# معهد برباناس
معهد برباناس يقع في جنوب جاكرتا في إندونيسيا. يعد المعهد مدرسة للتعليم العالي. تأسس المعهد في 19 فبراير 1969 من قبل جمعية البنوك برباناس، ويركز المعهد على الخدمات المصرفية والمالية والمعلوماتية. تم تأسيسها لتلبية احتياجات موظفي البنوك، وقد تم تنظيمها من قبل المؤسسة التعليمية لجمعية البنوك.

## التاريخ
في البداية نظمت المؤسسة التعليمية لجمعية البنوك التعليم العالي المصرفي في شكل أكاديمية بيرباناس المصرفية، زالتي تطورت لاحقًا لتصبح أكاديمية بيرباناس للمصارف والمحاسبة في عام 1982. استجابةً لمتطلبات واحتياجات سوق القوى العاملة المتعلمة نما المعهد من الأكاديمية إلى الكلية، جيث تعاون مع كلية بيرباناس للاقتصاد في عام 1988 وفي 10 ديسمبر 1999، وافتتحت برنامج الدراسات العليا في الإدارة.
بناءً على قرار وزير التعليم العالي رقم 209/D/O2007، المؤرخ في 23 أكتوبر 2007، تم دمج كلية بيرباناس للاقتصاد وكلية بيرباناس لإدارة الكمبيوتر والمعلوماتية في معهد المالية والمصرفية والمعلوماتية في آسيا برباناس أو المعروفة شعبيا باسم معهد برباناس.

## الدرجات
- كلية الاقتصاد والأعمال:
  - درجة الدبلوم في المحاسبة الضريبية.
  - درجة الدبلوم في العلوم المالية والمصرفية.
  - درجة البكالوريوس مع مرتبة الشرف في المحاسبة.
  - درجة البكالوريوس مع مرتبة الشرف في الإدارة.
  - درجة البكالوريوس مع مرتبة الشرف في الشريعة الاقتصادية.
- كلية تكنولوجيا المعلومات:
  - درجة البكالوريوس مع مرتبة الشرف في تكنولوجيا المعلومات.
  - درجة البكالوريوس مع مرتبة الشرف في نظام المعلومات.
- خريجو المعهد:
  - ماجستير في الإدارة.
  - ماجستير المحاسبة.